# Aigle (1692)
Pour les articles homonymes, voir Aigle (homonymie).
L’Aigle était un vaisseau de guerre français de cinquième rang de la fin du XVIIe siècle. Construit à Bayonne, par le charpentier Félix Arnaud, l’Aigle fut lancé en 1692. Il était équipé de 24 à 40 canons et servit pendant les deux derniers conflits de Louis XIV : la guerre de la Ligue d'Augsbourg et la guerre de Succession d’Espagne. Sa petite taille et ses qualités nautiques lui valurent de servir le plus souvent dans des mers éloignées de France et sous armement corsaire pour limiter les dépenses du roi. Il fut perdu par naufrage en 1712 au retour de l’une de ces missions.

## La place del’Aigledans la flotte de Louis XIV

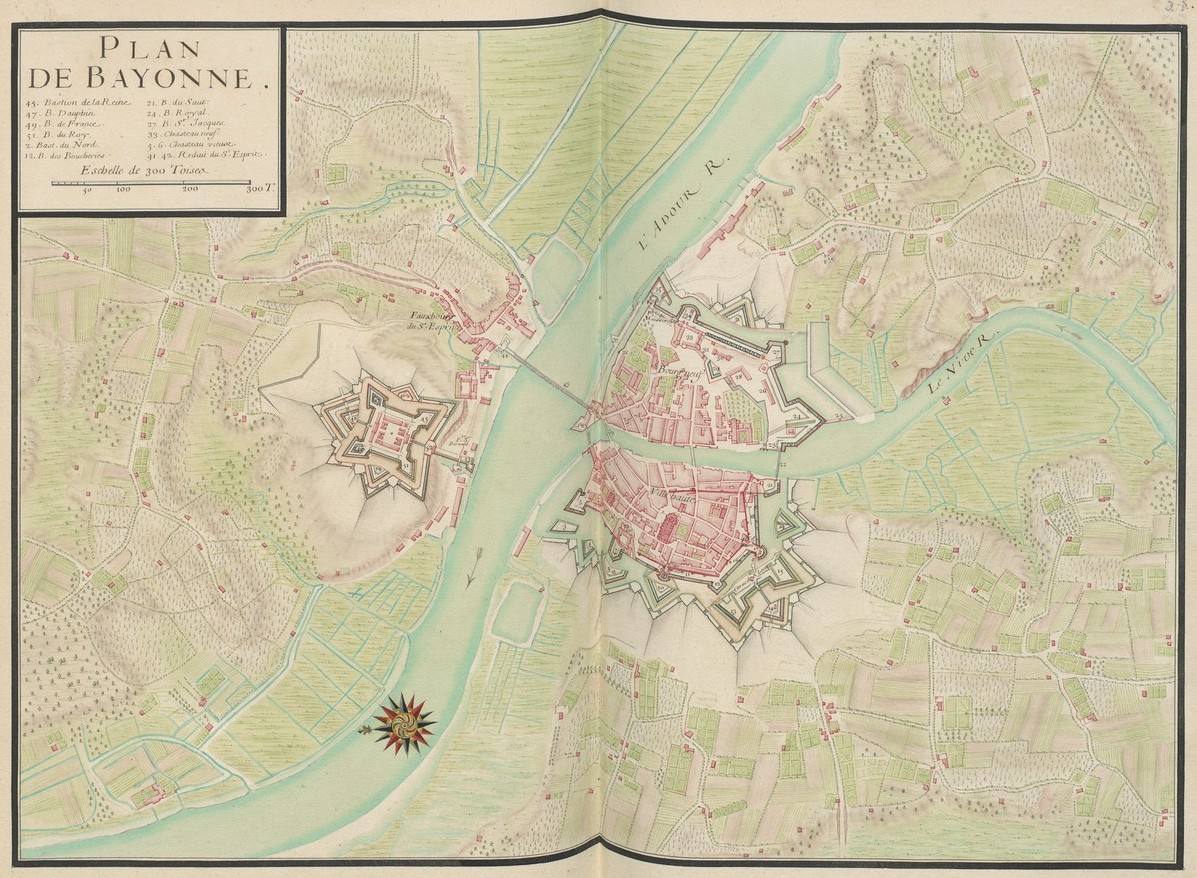
Plan de Bayonne à l’époque ou l’Aigle y fut construit.

L’Aigle était un vaisseau de la deuxième flotte de Louis XIV, c'est-à-dire celle qui avait été profondément renouvelée pour tirer les leçons de la guerre de Hollande (1672-1678). Dans le détail, il fit partie du « boom » de construction des années 1689-1693 qui vit sortir des arsenaux français quatre-vingt-six vaisseaux et frégates, (soit une moyenne de dix-sept lancements par an). Comme il s’agissait d’une petite unité de guerre, son armement varia de 24 à 40 pièces ainsi que les calibres embarqués. Il se répartissait de la façon suivante : 
- en 1692 : 36 canons, calibre inconnu[3].
- en 1696 : 36 canons ; 22 pièces de 12 et 8 livres (mixage des deux calibres) et 14 pièces de 6 livres[7].
- en 1698 : 36 canons ; 22 pièces de 12 et 8 livres (mixage des deux calibres) et 14 pièces de 6 livres[8].
- en 1699 : 34 canons ; 18 pièces de 8 livres et 16 pièces de 6 livres[9] (armement qui reste stable pendant plusieurs années).
- en 1706 : 24 canons ; 12 pièces de 8 livres, 8 pièces de 6 livres, 4 pièces de 4 livres[10].
- en 1707 : 34 canons ; 12 pièces de 8 livres, 18 pièces de 6 livres, 4 pièces de 4 livres[11].
- en 1708 : 30 canons ; 14 pièces de 8 livres et 16 pièces de 6 livres[12].
- en 1709 : 26 canons ; 10 pièces de 8 livres et 16 pièces de 6 livres[13].
- en 1710 : 38 canons ; 20 pièces de 8 livres et 18 pièces de 6 livres[14].
- en 1712 : 40 canons ; répartition inconnue, mais sans doute voisine de celle de 1710 pour les calibres[15].

Cet armement composite pouvait donc laisser à vide plus de 10 sabords. L’Aigle a pour l’essentiel porté des canons de 8 et de 6 livres. Le calibre de 12 livres, peut-être jugé inadapté car fatiguant trop les ponts, fut abandonné après la guerre de la Ligue d’Augsbourg. Rangé dans la catégorie des petits vaisseaux de cinquième rang (vingt-et-un bâtiments dans la flotte en 1692), il était souvent mentionné comme frégate dans les comptes-rendus de l’époque.
Un rapport rédigé en 1696 alors qu’il avait trois ans de service le disait « fin de voile » et pouvant filer 6 nœuds . Un autre de 1701 lui accordait la même vitesse et le qualifiait de « bon voilier ». Les rapports rendus à partir de 1706 le donnaient à 8 nœuds, vitesse extrêmement élevée, même pour un très bon voilier. C’était, en théorie, l’une des unités les plus rapides de la flotte. En 1709 ou 1710 il subit d’importants travaux de remise en état. A son ultime année de service, en 1711-1712, il était enregistré comme « radoubé à neuf ».
Il fit partie des quelques vaisseaux de guerre français construits à Bayonne (qui était un port et un chantier civil). Après son lancement, il fut affecté le plus souvent au port militaire de Rochefort (on le retrouve une fois à Brest, en 1706). En 1693, à sa première mission, l’Aigle faisait partie des quatre-vingt-dix-huit ou quatre-vingt-dix-neuf vaisseaux que Louis XIV pouvait engager en guerre (cent-trente-neuf avec les frégates). L’équipage réglementaire était de 150 hommes (78 matelots, 37 soldats, 35 officiers mariniers) et 6 officiers. Cependant, il pouvait en embarquer une centaine de plus en cas de besoin. Ses cales pouvaient contenir pour 6 mois de vivres.

## La carrière del’Aigle(1692 - 1712)

### La guerre de la Ligue d'Augsbourg (1688 – 1697)

#### Les premières missions (1692 – 1693)
L’Aigle entre en service au printemps 1692, alors que la guerre avec l’Angleterre et la Hollande fait rage depuis déjà quatre ans. Il a pour particularité d’avoir un quasi frère jumeau, le Favori, construit en même temps que lui, dans le même chantier et par le même charpentier. Les deux vaisseaux ont les mêmes côtes et le même armement, seule change la décoration de la proue et de la poupe. Leur petit gabarit ne leur permet pas d’intégrer les grandes escadres qui s’affrontent dans la Manche (1692, bataille de Barfleur) ou dans l’Atlantique (1693, convoi de Smyrne), mais elle est idéale pour participer à la guerre de course contre le commerce maritime ennemi.
De 1692 à 1694, les deux vaisseaux opèrent régulièrement ensemble. Il s’agit d’un armement mixte : l’État fournit le matériel, un ou des financiers privés supportent le coût de l’expédition. A la revente des prises, les bénéfices sont partagés. A Bayonne, c’est le duc de Gramont, mélangeant service du roi (il est gouverneur de la ville) et affaires privées, qui finance nombre d’expéditions corsaires et s’en fait le défenseur auprès du ministre Pontchartrain pour obtenir les autorisations.
Le premier commandant de L’Aigle est un corsaire basque : Louis de Harismendy. Avec le Favori, il mène campagne dans l’Atlantique et capturent l’Écluse, un navire qui arrive de Dantzig. L’Aigle passe ensuite entre les mains d’Antoine d’Utubie. Le 15 septembre 1692, il participe avec la frégate la Légère à la capture du Lion Retably, du port de Flessingue. Revenu à Bayonne début octobre, l’Aigle est confié à Joannis de Suhigaraychipy, dit Coursic (qui commandait la Légère) et qui repart presque aussitôt en campagne. Au retour, en novembre, l’Aigle repasse sous le commandement de Louis de Harismendy. En mars 1693, il capture, en compagnie d’un autre corsaire, le Mignon, un bâtiment qui arrive de Dantzig, le Clare de pierre. 

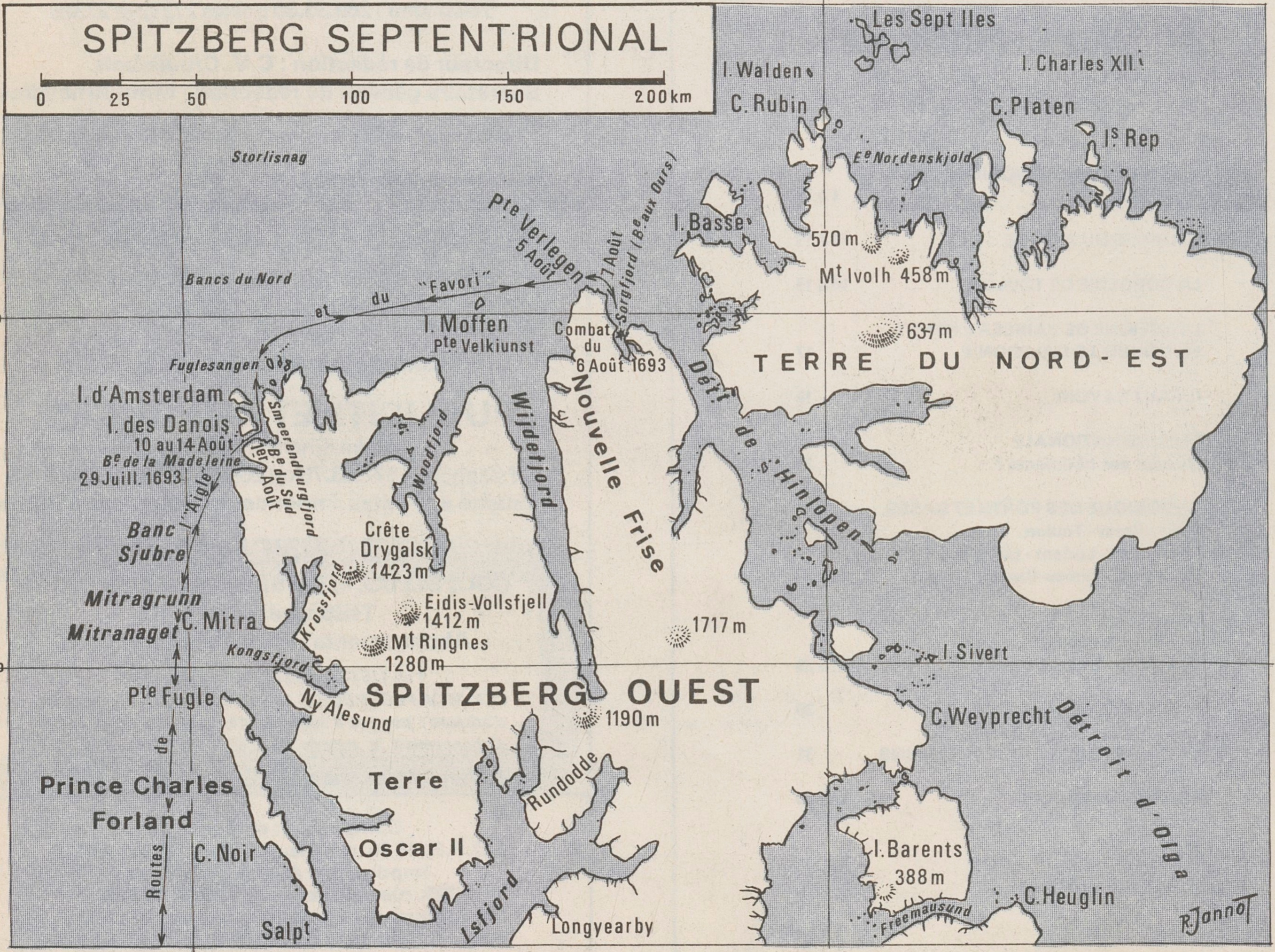
Le périple de l’Aigle et du Favori lors du raid de 1693 au Spitzberg.

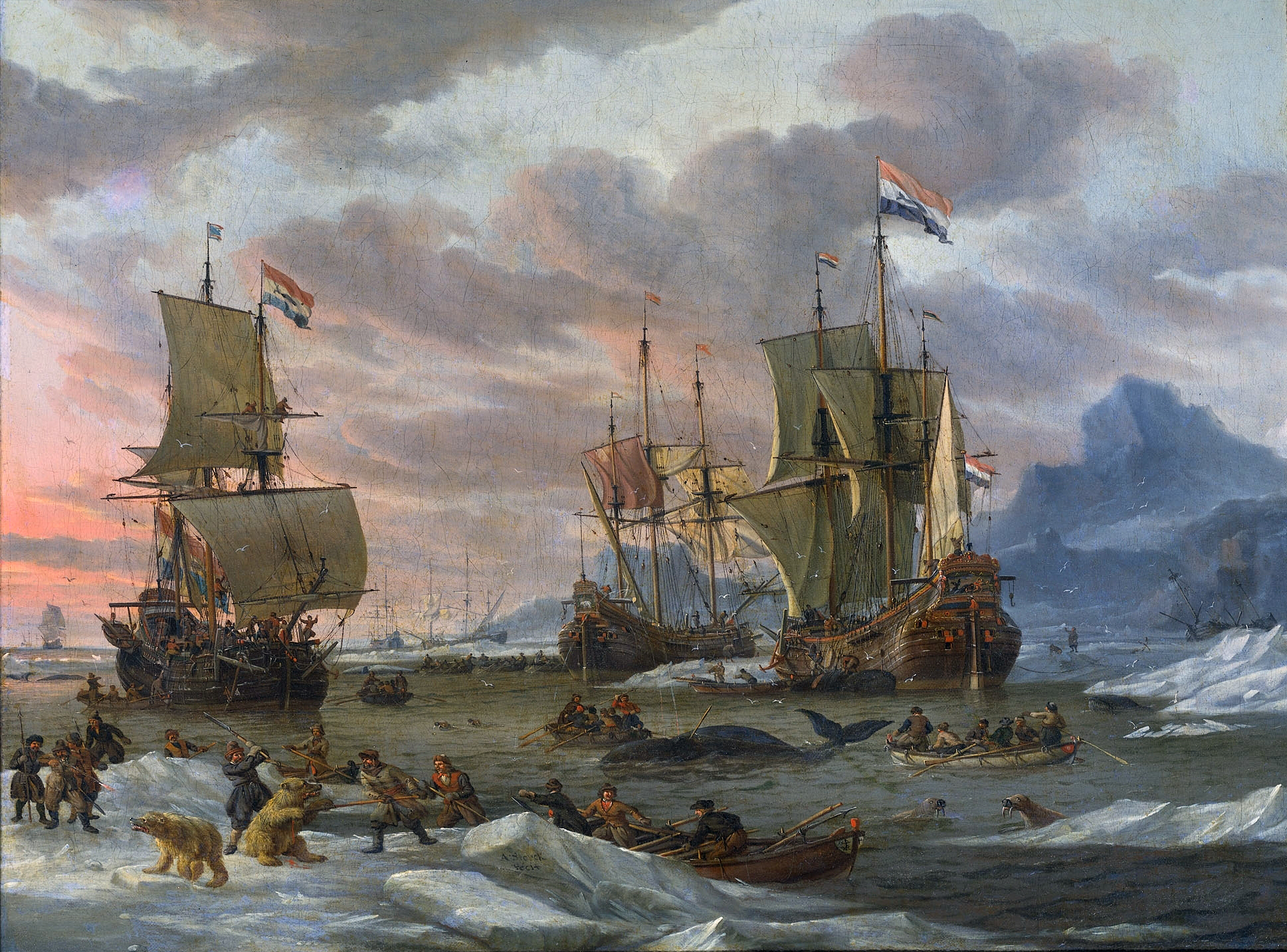
Chasse à la baleine dans les mers septentrionales. L’Aigle et du Favori capturent ou détruisent plus de vingt-cinq baleiniers hollandais lors de l'expédition au Spitzberg.

#### Le raid au Spitzberg (1693)
L’Aigle retrouve ensuite Joannis de Suhigaraychipy pour capitaine, alors que Louis de Harismendy se voit confier le Favori. Les deux vaisseaux sont intégrés dans une division de quatre bâtiments placés sous les ordres d’Antoine d'Arcy de la Varenne. Sa mission est d’une tout autre envergure que la course au large de Bayonne ou des côtes espagnoles : il doit aller attaquer les flottes baleinières hollandaises au Spitzberg pour causer le plus de pertes possible à cette lucrative activité. Les autres vaisseaux sont le Pélican (50 canons, navire-amiral) et le Prudent, un gros corsaire malouin de 44 canons. Les équipages sont pour l’essentiel composés de marins basques qui connaissent bien le Spitzberg où ils pratiquent comme les Hollandais la chasse à la baleine depuis des décennies. Tous les navires se regroupent à Saint-Jean-de-Luz.
Le 30 juin, la division appareille. Retardée par des vents contraires, elle atteint le Spitzberg le 28 juillet. Les premiers navires hollandais croisés réussissent à s’enfuir en empruntant des chenaux trop peu profonds pour que le Pélican puisse s’y aventurer, mais l’Aigle et le Favori, plus petits, se lancent à leur poursuite à travers les glaces (alors que le Prudent est perdu de vue). Le 5 août,les deux vaisseaux débusquent les baleiniers qui se sont regroupés dans la baie aux Ours. Ils sont plus de quarante, fortement armés (300 canons, 1 500 hommes) et établis en bon ordre pour se défendre. Coursic et Harismendy décident pourtant d’attaquer. 
Le 6 août, au matin, l’Aigle et le Favori franchissent l’entrée de la baie sous le feu d’une batterie côtière. Coursic envoie une chaloupe parlementaire pour intimer l’ordre aux Hollandais de se rendre, mais ces derniers refusent et ouvrent le feu. La canonnade qui s’ensuit dure plus de cinq heures et tourne à l’avantage de l’Aigle et du Favori. Vers midi, le feu hollandais se réduit et plusieurs baleiniers commencent à couper leur câble pour s’enfuir en désordre en se faisant remorquer par leurs chaloupes. C’est la victoire : vingt-six ou vingt-huit navires sont capturées, mais les deux vaisseaux, dont les embarcations sont en miettes et qui souffrent d’importants dommages dans les mâtures ne peuvent s’attarder dans une baie qui risque d’être fermée par les glaces à tout moment. Dès le lendemain, ils quittent les lieux vers le sud-ouest pour faire le tri des prises dans une baie plus habitée. 
Le 12 août, ils incendient dix-sept (ou dix-neuf) baleiniers jugés trop endommagée et le 14, ils prennent le chemin du retour avec les onze autres. La brume sépare les deux vaisseaux qui regagnent chacun de leur côté Saint-Jean-de-Luz à plusieurs semaines d’intervalle, en septembre-octobre (le Favori avec cinq prises, l’Aigle avec six prises). La perte pour les Hollandais est considérable : un tiers de leur flotte baleinière envoyée au Spitzberg a été détruite. Louis XIV exprime sa satisfaction aux deux capitaines, ce qui permet à Coursic de conserver le commandement de l’Aigle et de repartir fin novembre en campagne : le Ministre le charge, à la tête de quatre bâtiments, de donner la chasse aux corsaires ennemis qui sont de plus en plus nombreux sur les côtes devant Bayonne. Les prises se poursuivent à un rythme régulier. Avant même de partir faire la chasse aux corsaires l’Aigle et Favori ont capturé le Notre Dame des Carmes du port de Gènes (octobre). En janvier 1694, l’Aigle reprend une barque française, le Saint Bernard, puis s’empare, en février, du Notre Dame du Rosaire.

#### L’attaque sur Terre-Neuve (1694)

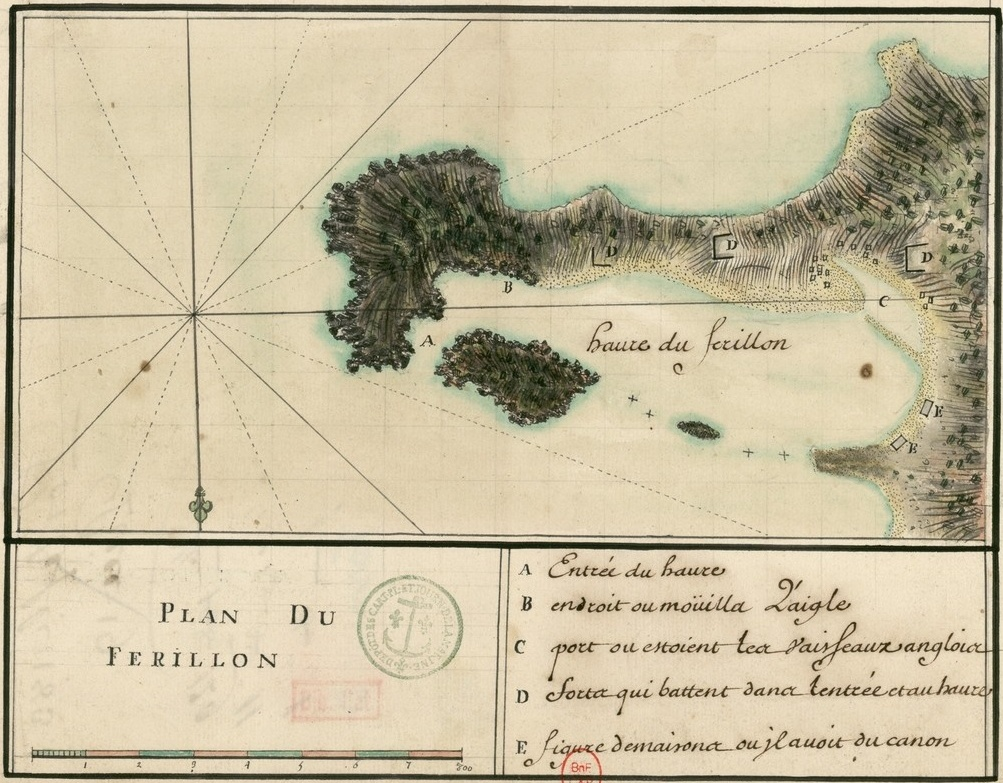
Carte du combat du Forillon avec la position de l'échouage de l'Aigle.

L’expédition du Spitzberg, menée dans des eaux difficiles, a confirmé que l’Aigle et le Favori jouissent de très bonnes qualités nautiques. Les deux vaisseaux vont pouvoir être employés sur des missions beaucoup plus lointaines. Il s’agit maintenant d’aller détruire les installations anglaises à Terre-Neuve et de s’emparer des zones de pêche à la morue, activité très lucrative que Londres et Versailles se disputent depuis plusieurs années. L’Aigle et le Favori prennent leur place dans une division de quatre bâtiments aux ordres du chef d’escadre Saint Clair (sur le Gaillard, de 54 canons). Elle quitte Bayonne le 21 avril 1694 et arrive à Plaisance (la grande base française de Terre-Neuve) quelques semaines plus tard. Mais les positions anglaises sont solides. Il faut renoncer à attaquer les forts de Saint-John’s Harbour trop bien défendus. 
L’été se passe, la mauvaise saison approche. Le 10 septembre 1694, on se résout à attaquer la baie du Forillon, où se trouve un gros établissement anglais. L’Aigle marche en tête, mais le lieu est mal connu et il s’échoue dans la vase à l’entrée de la passe. D’assaillant, le vaisseau devient cible : quatre batteries anglaises (30 canons), un petit corsaire de 16 canons et un détachement de soldats l’accable de coups. Coursic, grièvement blessé, s’effondre sur la dunette. La panique gagne deux officiers qui s’enfuient en chaloupe puis une partie de l’équipage qui désertent le pont. En deuxième position, le Favori recueille les fuyards, mais tarde à intervenir, Harismendy hésitant sur la conduite à tenir. Le vaisseau résiste malgré tout grâce à la conduite énergique du second, Du Vignaud, des autres officiers et du capitaine des soldats embarqués. Enfin, après huit heures de combat, le Favori réussit à dégager L’Aigle en le prenant en remorque. L’échec est complet. Les quatre bâtiments se replient sur Plaisance ou Coursic meurt quelques jours plus tard puis prennent le chemin du retour.

#### La campagne aux Antilles (1696-1697)

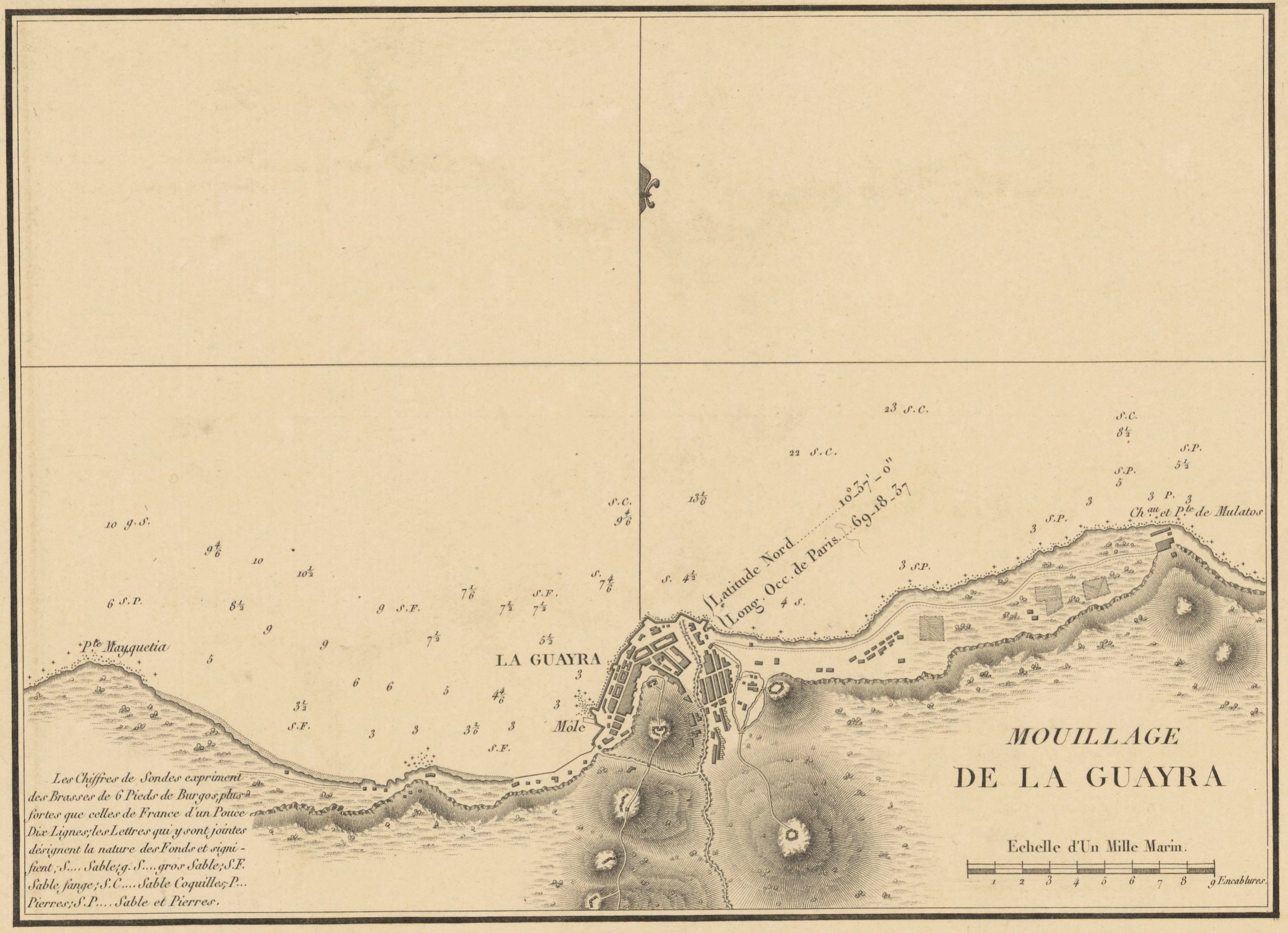
La mouillage de La Guayra près de Caracas où opère l’Aigle en 1696.

En 1696, toujours en compagnie du Favori, l’Aigle intègre une division de six bâtiments aux ordres du chevalier des Augiers armée à Brest et à Rochefort. Les ordres sont d’aller faire la chasse aux navires espagnols dans les Antilles et au besoin la division anglaise qui s’y trouve aussi. Le 26 octobre 1696, il attaque sous les forts de Guayra à la côte de Caracas le galion Margarita de 40 canons, qui est pris à l’abordage par le Bourbon. 
Le 6 janvier 1697, c’est une petite armada espagnole de cinq bâtiments qui est se présente à douze lieues de Saint-Domingue. Elle est mise en confiance par le pavillon anglais qu’arborent tous les navires français et se laissent approcher. A une patache d’avis dépêchée par l’amiral Andrès de Pez, il est répondu que la division vient de la Jamaïque et se rend à la Barbade. Mais dans la nuit, le chef espagnol observe à la clarté de la Lune que les Français n’en prennent pas la route. Il s’esquive aussitôt. Des Augiers se lance à sa poursuite, mais ne s’empare que d’un vaisseau de 46 canons qui a démâté en ayant voulu forcer sa voilure (le Santo-Christo de Maracaybo). 
La division fait ensuite une vaine tentative au Honduras où elle ne réussit pas à s’emparer des hourques espagnoles chargées et prêtes à partir. C’est sur cet échec que se clôt cette campagne sans relief. Des Augiers reprend la route de France sans avoir connaissance de l’ordre qui le maintient aux Antilles comme second de Pointis pour la grande expédition contre Carthagène. La guerre s’achève quelques mois plus tard. Désarmé, l’Aigle est mis en stationnement à Rochefort, le Favori à Brest. Les deux vaisseaux n'opèreront plus ensemble à partir de cette période.

### La guerre de Succession d’Espagne (1702 – 1713)

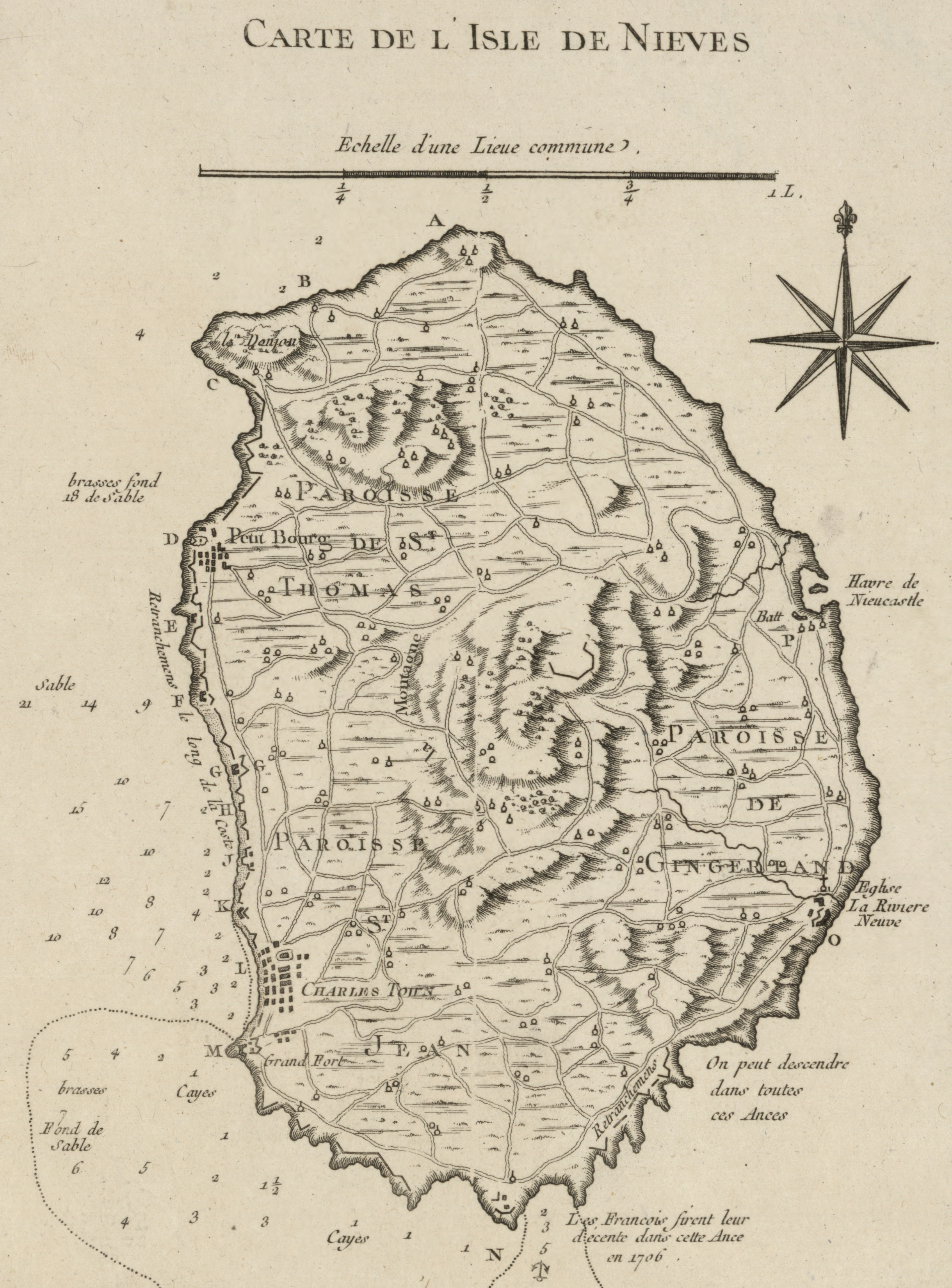
L’île de Nevis, prise en 1706, opération à laquelle participe l’Aigle.

#### Sur les côtes africaines, en Amérique du Sud et aux Antilles (1702 - 1706)
En 1702, l’Aigle est placé sous les ordres du capitaine Le Roux. La guerre vient de reprendre avec l’Angleterre et la Hollande. L’Aigle appareille en juillet de La Rochelle avec la frégate la Mutine pour les côtes d’Afrique de l’Ouest. Les deux bâtiments sont chargés d’aller acheter des esclaves pour en alimenter l’Empire espagnol en vertu du marché de l’Asiento, que le roi d’Espagne vient d’accorder à la France. Ils font escale à Ouidah au Dahomey, puis à Cabinda où l’Aigle reçoit la visite du frère d’un souverain africain qui vient négocier un important marché de traite. L’Aigle traverse ensuite l’Atlantique pour l’Amérique espagnole. Ce périple semble avoir été extrêmement long puisque après avoir stationné à Buenos Aires il ne rentre peut-être pas avant 1704, voire 1705. 
On retrouve l’Aigle au début de 1706 dans la division de quatre vaisseaux et une frégate qui appareille sous les ordres de Pierre Le Moyne d'Iberville avec pour mission de lancer une vaste offensive contre la Nouvelle-Angleterre, New-York et Terre-Neuve. L’armement est corsaire. L’Aigle est commandé par le lieutenant de vaisseau De Noyan. La division fait sa jonction le 7 mars à la Martinique avec les cinq vaisseaux et une frégate qui étaient partie l’année précédente avec le même objectif. D’Iberville, cependant, préfère attaquer Nevis. L’île anglaise, prise en tenaille entre un bombardement et un débarquement, capitule le 4 avril 1706, livrant un butin colossal. Quelques jours avant le débarquement, L’Aigle a été chargé d’accompagner à la Grenade une prise ce qui ne lui permet de mettre ses troupes à terre que la veille de la capitulation anglaise. D’Iberville prévoit ensuite d’attaquer la Virginie, mais il meurt le 9 juillet 1706 à la Havane où il était allé chercher des renforts ce qui met un terme à la campagne.

#### L'expédition de Rio (1711 - 1712)

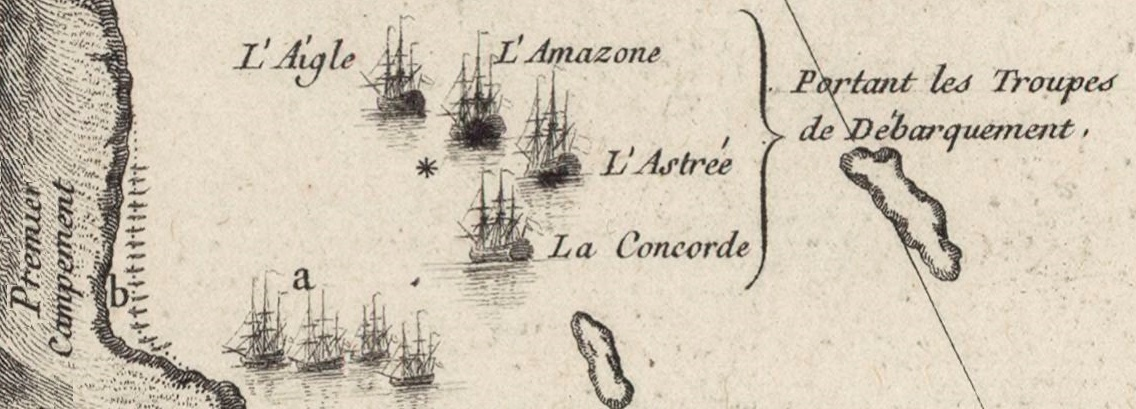
L’Aigle au débarquement dans la baie de Rio de Janeiro en 1711, en compagnie de trois autres navires.

Entre 1706 et 1711, l’Aigle n’est plus mentionné dans aucune campagne. Il dépasse les quinze ans de service, ce qui en fait un vieux bâtiment, mais ses qualités nautiques lui évitent d’être déclassé. Il subit un profond radoubage en 1709 ce qui lui permet en 1711 d’intégrer l’escadre confiée à Duguay-Trouin pour attaquer Rio de Janeiro (quatorze vaisseaux et frégates, une galiote à bombes, deux traversiers). Il est confié à La Marre de Caen, un ancien flibustier qui reçoit pour l’occasion le brevet d’officier de la Marine royale. Comme tous les autres capitaines de l’expédition, il a été choisi par Duguay-Trouin pour son expérience et son courage. 
Compte tenu du délabrement des finances royales, il s’agit d’un armement corsaire payé par des investisseurs presque tous malouins. La préparation s’effectue dans différents ports pour ne pas éveiller l’attention. L’Aigle est armé à La Rochelle où il subit aussi des travaux de structure (un « soufflage », pour élargir sa coque). Il est équipé de 40 canons, artillerie la plus importante qu’il ait jamais porté. Parti le dernier, il rallie début juillet au Cap Vert Duguay-Trouin qui a appareillé de Brest le 3 juin avec l’artillerie de siège et 2 500 hommes de troupe.
La traversée réussit à tromper toutes les patrouilles anglo-hollandaises. Le 12 septembre, Rio est en vue. Lors du franchissement de la passe sous le tir des forts portugais, l’Aigle occupe la neuvième position sur la ligne d’attaque. Le 14 septembre, avec trois autres bâtiments, l’Aigle assure le transport et le débarquement des troupes qui s’opère à un quart de lieue de la ville. Soumise à un bombardement intensif, menacée d’être emportée d’assaut, Rio est évacuée par la population puis capitule le 10 octobre. Le 13 novembre, après paiement de la rançon, l’escadre victorieuse appareille. Duguay-Trouin veut maintenant attaquer la baie de Tous les Saints où sont retenus prisonniers des Français capturés l’année précédente. Mais les vents sont contraires et il faut y renoncer. 
Duguay-Trouin charge alors l’Aigle d’accompagner une prise portugaise qui ralentit toute l’escadre (elle est chargée de caisses de sucre) et de la ramener en France de son côté. Ce sera sa dernière croisière. L’Aigle a la chance d’échapper à la tempête qui, au large des Açores, envoie par le fond le 19 janvier 1712 deux des vaisseaux de Duguay-Trouin avec leurs équipages et une partie du butin, mais sombre à l’île de Cayenne où il est venu faire relâche. L’équipage réussit à se sauver en montant sur le navire portugais et à gagner la France. « Officiers et matelots qui revinrent à bord des autres navires, étaient lestés de poudre d’or dont le jeu et la bonne chère eurent vite raison » (Charles de La Roncière). L’Aigle arrivait à sa vingtième année de service. Son épave n’a jamais été localisée. Il s'agit du premier des 16 navires français se sont appelés Aigle (en).

### Ouvrages contemporains
- Martine Acerra et André Zysberg, L'essor des marines de guerre européennes : vers 1680-1790, Paris, SEDES, coll. « Regards sur l'histoire » (no 119), 1997, 298 p. [détail de l’édition] (ISBN 2-7181-9515-0, BNF 36697883)
- Lucien Bély (dir.), Dictionnaire Louis XIV, Paris, éditions Robert Laffont, coll. « Bouquins », 2015, 1405 p. (ISBN 978-2-221-12482-6)
- Alain Boulaire, La Marine française : De la Royale de Richelieu aux missions d'aujourd'hui, Quimper, éditions Palantines, 2011, 383 p. (ISBN 978-2-35678-056-0)
- Olivier Chaline, La mer et la France : Quand les Bourbons voulaient dominer les océans, Paris, Flammarion, coll. « Au fil de l’histoire », 2016, 560 p. (ISBN 978-2-08-133327-7)
- Alain Demerliac, La Marine de Louis XIV : nomenclature des vaisseaux du Roi-soleil de 1661 à 1715, Nice, Omega, 1992, 292 p. (ISBN 2-906381-15-2).
- Philippe Henrat, « Une victoire française au Spitzberg : le combat de la baie aux Ours (6 août 1693) », Cols Bleus, no 1623,‎ juillet 1980, p. 4-10 (lire en ligne).
- Alfred Lassus in Ouvrage collectif, Bidart-Bidarte, Saint-Jean-de-Luz, Ekaina, 2004, 476 p. (ISBN 2-9507270-8-5).
- Guy Le Moing, Les 600 plus grandes batailles navales de l'Histoire, Rennes, Marines Éditions, 2011, 619 p. (ISBN 978-2-35743-077-8)
- John A. Lynn (trad. de l'anglais), Les Guerres de Louis XIV, Paris, éditions Perrin, coll. « Tempus », 2014, 561 p. (ISBN 978-2-262-04755-9)
- Jean Meyer et Martine Acerra, Histoire de la marine française : des origines à nos jours, Rennes, Ouest-France, 1994, 427 p. [détail de l’édition] (ISBN 2-7373-1129-2, BNF 35734655)
- Rémi Monaque, Une histoire de la marine de guerre française, Paris, éditions Perrin, 2016, 526 p. (ISBN 978-2-262-03715-4)
- Jean-Michel Roche (dir.), Dictionnaire des bâtiments de la flotte de guerre française de Colbert à nos jours, t. 1, de 1671 à 1870, éditions LTP, 2005, 530 p. (lire en ligne).
- Étienne Taillemite, Dictionnaire des marins français (nouvelle édition revue et augmentée), Paris, éditions Tallandier, 2002, 573 p. (ISBN 2-84734-008-4)
- Michel Vergé-Franceschi (dir.), Dictionnaire d'Histoire maritime, Paris, éditions Robert Laffont, coll. « Bouquins », 2002, 1508 p. (ISBN 2-221-08751-8 et 2-221-09744-0).
- Patrick Villiers, Jean-Pierre Duteil et Robert Muchembled (dir.), L'Europe, la mer et les colonies : XVIIe – XVIIIe siècle, Paris, Hachette supérieur, coll. « Carré histoire », 1997, 255 p. (ISBN 2-01-145196-5).
- Patrick Villiers, La France sur mer : De Louis XIII à Napoléon Ier, Paris, Fayard, coll. « Pluriel », 2015, 286 p. (ISBN 978-2-8185-0437-6)

### Sources et ouvrages anciens
- Anonyme, Journal d’un voyage sur les costes d’Afrique et aux Indes d’Espagne : avec une description particulière de la rivière de la Plata, de Buenosayres et autres lieux, commencé en 1702 et fini en 1706, Amsterdam, Pierre Maret, 1723, 373 p. (lire en ligne)
- René Duguay-Trouin, Relation de l'expédition de Rio-Janeiro, par une escadre de vaisseaux du Roy que commandoit Mr. Du Guay-Troüin, en 1711, Paris, Pierre Cot, 1712, 83 p. (lire en ligne).
- René Duguay-Trouin, Mémoires de Duguay-Trouin : 1689-1715, Paris, Foucault, 1820, in-4 (lire en ligne).
- Pierre Le Moyne d’Iberville, « Relation de Monsieur d’Iberville, depuis son départ de la Martinique, jusqu’à la prise et capitulation de l’île de Niéves, appartenante aux Anglois », Mercure Galant, Paris,‎ mai 1706, p. 282-319 (lire en ligne).
- Charles La Roncière, Histoire de la Marine française : Le crépuscule du Grand règne, l’apogée de la Guerre de Course, t. 6, Paris, Plon, 1932, 674 p. (lire en ligne).
- Onésime Troude, Batailles navales de la France, t. 1, Paris, Challamel aîné, 1867-1868, 453 p. (lire en ligne)